# Titularbistum Gomphi
Gomphi (ital.: Gomfi) ist ein Titularbistum der römisch-katholischen Kirche. 
Es geht zurück auf einen untergegangenen Bischofssitz in der antiken Stadt Gomphoi in Thessalien im heutigen Griechenland, das der Kirchenprovinz Larisa zugeordnet war.
| Titularbischöfe von Gomphi |                                       |                                        |                  |                |
| Nr.                        | Name                                  | Amt                                    | von              | bis            |
| 1                          | Francis Edward Hyland                 | Weihbischof in Savannah-Atlanta (USA)  | 15. Oktober 1949 | 17. Juli 1956  |
| 2                          | Valeriano Ludovico Arroyo Paniego OFM | Apostolischer Vikar von Requena (Peru) | 26. Januar 1957  | 2. August 1976 |